# Свято-Казанский храм (Богородицк)
Казанский храм (храм в честь иконы Казанской Божией Матери) — православный храм Богородицкого благочиния, Тульской епархии, Московской патриархии. 

## История
Начало строительства кирпичной церкви — 1774 год. Храм строился на средства графа Бобринского, рядом с их дворцом, в течение девяти лет по проекту И. Е. Старова, тогда ещё молодого выпускника Российской академии художеств, впоследствии известного русского архитектора, прославленного, прежде всего, созданием Таврического дворца и Троицкого собора Александро-Невской лавры в Санкт-Петербурге.
Храм представляет собой четырёхстолпную однокупольную постройку в стиле классицизм со скруглёнными углами. Впоследствии устроена приделы - Петропавловский и Никольский. Отдельно стоявшая многоярусная надвратная колокольня в 1929 году была разрушена, восстановлена в 1971-1976 годах.
Иконописные работы выполнял здесь талантливый московский художник И. Т. Некрасов, некогда состоявший в «кремлёвской команде» великого русского архитектора В. И. Баженова. Активное участие во внутреннем обустройстве храма принял управляющий делами имения А. Т. Болотов, подлинный энциклопедист своего времени.
Первым настоятелем Казанского собора стал протоиерей Филипп Алексеевич Ленардов, бывший к тому же Богородицким благочинным в последние двадцать лет XVIII века и первые двадцать лет XIX столетия. В 1783-1821 годах Казанский храм являлся соборным, объединив духовную жизнь города Богородицка и уезда. Сюда приходили на богослужения крестьяне из окрестных деревень: Болотовки, Вязовки, Юлинки.
Около храма проводилась знаменитая на всю округу Казанская ярмарка. Всего в приходе числилось 3257 прихожан, а в праздничные дни под сводами храма собиралось до двух тысяч человек одновременно. Казанский храм был также домовой церковью Бобринских, где молились все члены графской семьи, а рядом располагалась богадельня для мальчиков из бедных семей. После возведения в городе Богородицке соборной Троицкой церкви, Казанская церковь с 1821 года обращена в приходскую.
В годы советской власти храм переживал не лучшие времена. В 1939 году был закрыт и использовался в хозяйственных целях. Формально считаясь памятником архитектуры, охраняемым государством, храм находился в запущенном состоянии. На территории храма планировалось сооружение планетария.
В 1980-х годах началась реставрация, в 1990 году возвращён верующим.